# Nianija
Nianija (Schreibvariante: Nianija Kuntaur) ist einer von 35 Distrikten – der zweithöchsten Ebene der Verwaltungsgliederung – im westafrikanischen Staat Gambia. Es ist einer von zehn Distrikten in der Central River Region.
Nach einer Berechnung von 2013 leben dort etwa 9695 Einwohner, das Ergebnis der letzten veröffentlichten Volkszählung von 2003 betrug 8205.

## Ortschaften
Die zehn größten Orte sind:
- Chamen, 1305
- Conteh, 876
- Bakadage, 837
- Sinchu Tamsir, 594
- Kerr Janko, 546
- Palalley, 508
- Batijaha, 489
- Jailan, 463
- Kerr Seedi, 439
- Buduk, 383

## Bevölkerung
Nach einer Erhebung von 1993 (damalige Volkszählung) stellt die größte Bevölkerungsgruppe die der Fula mit einem Anteil von rund sieben Zehnteln, gefolgt von den Mandinka und den Wolof. Die Verteilung im Detail: 17 % Mandinka, 71,8 % Fula, 10,7 % Wolof, 0,2 % Jola, 0,2 % Serahule, 0 % Serer, 0 % Aku, 0 % Manjago, 0 % Bambara und 0 % andere Ethnien.